# Kohei Hirate
Kohei Hirate (24 de Março de 1986) é um automobilista japonês que atualmente disputa a GP2 pela equipe Trident Racing e também testando carros para a equipe Toyota da F1.